# جی رودریگز
جی انریکه رودریگز (انگلیسی: Jay Enrique Rodriguez؛ زاده ۲۹ ژوئیهٔ ۱۹۸۹) بازیکن فوتبال اهل انگلستان است.